# اشتایر موتورز
اشتایر موتورز تولیدکننده موتورهای دیزلی در اشتایر، اتریش است.